# لويس برناكي
لويس برناكي (بالإنجليزية: Louis Bernacchi)‏ (و. 1876 – 1942 م) هو عالم فلك، ومستكشف، وفيزيائي، وشخصية أعمال، وسياسي، وكاتب غير روائي بريطاني، شارك في بعثة الاستكشاف البريطانية، وبعثة صليب الجنوب، توفي في لندن، عن عمر يناهز 66 عاماً.

## التعليم
تعلم في The Hutchins School ‏، وجامعة ملبورن.

## جوائز
حصل على جوائز منها:
- Cuthbert Peek Award ‏ (1900)[4][5]
- نيشان الامبراطورية البريطانية من رتبة ضابط[4]
- صليب البحرية
- وسام جوقة الشرف من رتبة فارس[4]
- الميدالية القطبية.[4]